# Kali, l'ange de la vengeance

Kali, l'ange de la vengeance est un film d'action français réalisé par Julien Seri et sorti en 2024 sur la plateforme Prime Video.

## Synopsis
Lisa alias Kali, découvre que son mari Éric a été assassiné à Rio dans des circonstances qui ressemblent à un règlement de compte. Aidée de Romy, elle part au Brésil mener sa propre enquête afin de découvrir la vérité.

## Fiche technique
- Titre : Kali, l'ange de la vengeance
- Titre alternatif : Kali
- Réalisation : Julien Seri
- Scénaristes : Julien Seri, Cyril Ferment, Pascal Sid
- Pays d'origine : France
- Date de sortie : 31 mai 2024
- Durée : 96 minutes
- Langue : Français
- Musique : Sacha Chaban

## Distribution
- Sabrina Ouazani : Lisa / Kali
- Olivia Côte : Romy
- Philippe Bas : Richard
- Thiago Fragoso : Fabio Barbosa Jr.
- Mathieu Lardot : Éric
- Raquel Karro : Marta
- Emílio de Mello : Andres Barbosa
- Fabio Nascimento : Luiz